# Custodi di quella fede
Custodi di quella fede, en español, "Custodio de aquella fe", es la cuadragésimo sexta encíclica del papa León XIII, escrita el 8 de diciembre de 1892, está dirigida a los católicos italianos, y escrita en italiano recuerda los peligros que supone la masonería para la Iglesia y para Italia, y la respuesta que deben dar los católicos a esa situación.

## Contexto histórico
La masonería había sido ya condenada por León XIII, en varias de sus encíclicas: en Etsi Nos, del 19 de febrero de 1882, había señalado el papel que,  tras la unificación italiana, estaba desempeñando la masonería en la actitud de Reino de Italia hacia la Iglesia. Dos años después. en Humanum genus, del 20 de abril de 1884, renovaba la condena de la masonería ya declaradas por sus antecesores, en ella: "Denuncia el mal, propone remedios, lanza enérgicas advertencias, pero manteniéndose más bien a nivel de principios, moviéndose entre hechos contrastados".
El 15 de octubre de 1890, el papa se dirige a los obispos, al clero y al pueblo italiano, con la encíclica Dall'alto dell'Apostolico Seggio, en ella detalla los principales ataques de la masonería italiana a la religión, y la necesidad de una respuesta por parte de los católicos; insiste, también, en los beneficios que reporta la religión a la sociedad. De nuevo, dos años después en 1892 se dirige al pueblo italiano para manifestar la necesidad de actuar contra esos ataques de la masonería; responde así a la propaganda masónica dirigida en toda Italia por Adriano Lemmi, Gran Maestre del Grande Oriente d'Italia, a través de discursos incendiarios contra León XIII.
La encíclica Custodi di quella fede, del 8 de diciembre de 1892, está escrita en italiano y se dirige al pueblo italiano, propiamente a los católicos italianos; en ella expone brevemente laa amenazas que comporta la actuación de la masonería, y pide a los católicos que actúen con determinación para contrarrestar esos ataques. Junto a orientaciones precisas para esa actuación, señala la necesidad de evitar el peligro del contagio de sus ideas y la colaboración inconsciente en sus actividades; además, ante la posibilidad de que algunos católicos se hayan adscrito a la masonería, inconscientes de su incompatibilidad con la fe, muestra el deber de separarse de la secta si quieren mantenerse unidos a la Iglesia.

## Contenido
El papa anuncia ya en el incipit origen de esta encíclica

Custodi di quella fede a cui le nazioni cristiane vanno debitrici del loro morale e civile riscatto, Noi mancheremmo ad uno dei Nostri supremi doveri, se non levassimo spesso e ben alto la voce contro l'empia guerra, onde si tenta, diletti figli, rapirvi sì prezioso tesoro
Custodio de aquella fe a la que las naciones cristianas deben su rescate moral y cívico, faltaríamos a uno de Nuestros supremos deberes, si no alzáramos a menudo y en alto nuestra voz contra la guerra impía en la que se intenta, hijos amados, arrebataros tan precioso tesoro.

Señala la encíclica los daños que ha producido la masonería en Italia, tanto en la vida religiosa como en la sociedad, una situación especialmente dolorosa al tener lugar en una nación que debe sus principales glorias a la fe cristiana. Recuerda el papa los errores que encierra la masonería y los daños que acarrea sobre lo que ya ha escrito en dos de sus encíclicas: Humanum genus, del 20 de abril de 1884, y más recientemente en Dall'alto dell'Apostolico Seggio, del 15 de octubre de 1890. Por esto en esta nueva encíclica quiere limitarse a considerar los efectos sobre Italia, y mover a los católicos a reaccionar adecuadamente ante este peligro.

### La amenaza de la masonería
Bajo la apariencia de filantropía la masonería trata de sustituir la moral católica por una llamada moral independiente, la escuela, las ciencias y el arte cristianos, por una enseñanza atea; se han confiscado los bienes eclesiásticos, la leva de clérigos para el servicio militar, reduce el número de ministros sagrados disponibles. Si de momento no pueden evitar la administración de sacramentos, se promueven los matrimonios y funerales civiles, tratan de arrebatar de manos de la Iglesia la educación de la juventud y el gobierno de los institutos de caridad.
Señala el papa las contradicciones del programa masónico, pues mientras proclama el derecho de asociación, lo niega a las asociaciones religiosas, se prohíbe la libertad de culto, y se reconoce la libertad de cultos y, sin embargo, se acosa a la religión mayoritaria entre los italianos; se hacen promesas de defender la dignidad e independencia del Papa, y diariamente se ofende a su persona. Se alientan cismas en la Iglesia, se reprueban los votos y la obediencia religiosa, mientras congregaciones impías exigen a sus seguidores una obediencia ciega y absoluta.
En todos estos ataques se descubre el espíritu que guía la masonería enemiga implacable de Cristo y de su Iglesia. Esto no supone una conjetura, pues

Orgullosa de sus éxitos, la propia secta ha hablado alto y nos ha dicho lo que hizo en el pasado, lo que piensa hacer en el futuro. Esencialmente, considera a los poderes públicos, sean ellos conscientes o no de esto, como instrumentos propios: es decir, de la persecución religiosa que ha azotado y afligido a nuestra Italia, la secta impía se enorgullece principalmente de su trabajo, realizado a menudo con otras manos, pero de manera inmediata o mediada, directa o indirecta, con adulación o amenaza, con seducción o revolución, inspirada, promovida, alentada, ayudada por ella.

La ruina religiosa da paso a la ruina social, pues el hombre no estando ya elevado a los bienes del espíritu, se lanza apasionadamente a los bienes materiales, produciéndose una lucha de pasiones, fuentes de rencores, corrupción y crímenes. Ciertamente también antes de estos acontecimientos no faltaban los desórdenes morales en nuestra Italia, pero nada comparable al espectáculo actual: familias rotas, la autoridad paterna rechazada, resentimientos entre las clases sociales, una mal entendida libertad. El Estado en vez de proteger los derechos humanos, se considera árbitro de ellos, y los desconoce o restringe.

### Respuesta cristiana a la masonería
Expuestos los daños que produce la masonería, el Papa señala la actitud que deben mantener los católicos italianos, para hacer frente a esos peligros. Recuerda, ante todo, que aquellos que por ignorancia se hayan unido a estas sectas, están obligados a separarse de ellas. Hay que tener en cuenta que la masonería se presenta de manera seductora, y se introduce en sociedades y grupos sociales con fines nobles -filantropía, ayuda mutua, ciencia, literatura, arte-, por este motivo hay que actuar con prudencia evitando las sociedades que pueden estar dirigidas por masones. Ha de evitarse la amistad y el trato con las personas sospechosas de pertenecer a la masonería, también aunque se escondan bajo la máscara de la tolerancia, del respeto a todas las religiones. Prudencia también necesaria ante los libros y la prensa que destilan impiedad y avivan la codicia y la sensualidad.
Pero no basta con mantener esa actitud de defensa

sino que debemos salir al campo de batalla con valentía y enfrentarla. Lo que vosotros,  amados hijos, haréis oponiendo prensa a prensa, escuela a escuela, asociación a asociación, congreso a congreso, acción a acción.

La masonería de ha apoderado de las escuelas públicas, ha confiscado el patrimonio de la beneficencia pública, y así se ha adueñado de otros campos,. El papa alienta a los católicos para que trabajen en el campo de la enseñanza, la beneficencia, la prensa, la fundación de instituciones de crédito y ayuda mutua. La masonería celebra frecuentemente congresos par concertar nuevas formas de lucha contra la Iglesia, los católicos deben también celebrar reuniones para conocer y concretar mejor los medios para defenderla. Es necesario, además, confesar públicamente la fe, reforzar la unidad dentro de la Iglesia. Concluye el papa su encíclica confirmando que

la religión y la patria os hablan en este momento a través de Nuestra boca. Escuchad vosotros su lastimero clamor, levantaos unánimemente y pelead virilmente  las batallas del Señor. El número, la audacia, la fuerza de los enemigos no os aterrorizan; porque Dios es más fuerte que ellos, y si Dios está vosotros, ¿qué podrán ellos hacer contra vosotros?